# Athyrium hochreutineri
Athyrium hochreutineri är en majbräkenväxtart som beskrevs av Christ. Athyrium hochreutineri ingår i släktet Athyrium och familjen Athyriaceae. Inga underarter finns listade.